# Линия Хаката-Минами
Линия Хаката-Минами (яп. 博多南線 Хаката-Минами-сэн) — железнодорожная линия в префектуре Фукуока, Япония. Была открыта в 1990 году. Протяженность линии 8,5 км. Она соединяет станцию Хаката в городе Фукуока и станцию Хаката-Минами в городе Касуга. Управляется компанией JR West. Развиваемая скорость поездов на линии — 120 км/ч.

## История
Линия первоначально была открыта в марте 1975 года, для поездов Кюсю-синкансэн следующих с вокзала Хаката в депо Хаката в Касуга. В то время Касуга был не столь развит и там не было собственной станции. К концу 1980-х годов город стал увеличиваться и было решено построить станцию рядом с депо. 1 апреля 1990 года станция была открыта и через неё начали курсировать поезда Синкансэн Серия 0.

## Услуги
Линия технически не классифицируется, как линия синкансэн, но обладает услугами синкансэн. Линия Кюсю-синкансэн, которая сейчас находится на стадии продолжения строительства, может использовать эту линию, как часть своего маршрута. Поездка со станции Хаката до станции Хаката-Минами занимает десять минут.

## Подвижной состав
- Синкансэн Серия 0 4/6 вагонов. (больше не используется)
- Синкансэн Серия 500 8 вагонов.
- Синкансэн Серия 700 8 вагонов Rail Star.